# Castelnau-Picampeau
Castelnau-Picampeau is een gemeente in het Franse departement Haute-Garonne (regio Occitanie) en telt 165 inwoners (1999). De plaats maakt deel uit van het arrondissement Muret.

## Geografie
De oppervlakte van Castelnau-Picampeau bedraagt 11,4 km², de bevolkingsdichtheid is 14,5 inwoners per km².
De onderstaande kaart toont de ligging van Castelnau-Picampeau met de belangrijkste infrastructuur en aangrenzende gemeenten.

## Demografie
Onderstaande figuur toont het verloop van het inwonertal (bron: INSEE-tellingen).